# Эдита
Эди́та или Эди́т — женское имя древнеанглийского происхождения, образовано сложением слов ēad «богатая» и  «непостоянная» или gȳð «война». Уменьшительная форма — Эди.